# QQ影音
QQ影音是腾讯公司开发的一款影音播放软件。可运行于Microsoft Windows操作系统下。特点是简洁、无广告、资源占用低。该项目曾一度停止开发和更新。

## 历史
2009年11月，QQ影音软件虽已注明部分解码器代码来自FFmpeg（采用LGPL或GPL许可证）和公开部分版本的源代码，但因软件本身发布使用了专有协议，而被列明于FFmpeg的“耻辱名单”。
2022年6月，QQ影音各大平台的版本都已经下架，PC、Mac、安卓和iOS的下载页均呈现“敬请期待”状态。并且，页面没有任何关于软件的功能介绍信息。